# Wilhelm Walther (teolog)
 For alternative betydninger, se Wilhelm Walther. (Se også artikler, som begynder med Wilhelm Walther)
Wilhelm Walther (født 7. januar 1846 i Cuxhaven, død 24. april 1924) var en tysk teolog.
1870—95 var han præst i sin fødeby, derefter professor i kirkehistorie i Rostock. Walter var en af den positive teologis førere, en fremragende polemiker og en indgående kender af Luthers liv og tanker. Han var medarbejder ved Weimarudgaven af Luthers værker og har blandt andet udgivet Das Erbe der Reformation (1903), Für Luther wider Rom (1906) og
Luthers Charakter (1917, oversat på dansk 1917) samt Lebenserinnerungen aus 50 Jahren (1921).